# Loxoconcha guttata
Loxoconcha guttata är en kräftdjursart. Loxoconcha guttata ingår i släktet Loxoconcha och familjen Loxoconchidae. Inga underarter finns listade i Catalogue of Life.